# Groupe d’intervention de la gendarmerie nationale
Die Groupe d’intervention de la Gendarmerie nationale (GIGN [ʒiːʒən]; deutsch: Eingreiftruppe der Nationalgendarmerie) ist eine Spezialeinheit der französischen Gendarmerie mit dem Einsatzschwerpunkt der Terrorismusbekämpfung.
Die GIGN ist vergleichbar mit der deutschen GSG 9 und der österreichischen Cobra. Gemeinsam mit anderen Einheiten leistete die GIGN die Aufbauarbeit für den Atlas-Verbund europäischer Polizeispezialeinheiten.
Das GIGN kommt normalerweise nicht im Ausland zum Einsatz, außer für Missionen wie den Schutz von französischen Botschaften. Für Anti-Terror-Missionen im Ausland sind in Frankreich Spezialkräfte des französischen Heeres (1er régiment de parachutistes d’infanterie de marine, ähnlich zum Special Air Service) der französischen Luftstreitkräfte (das CPA 10, ähnlich zu den Pararescuers) oder der französischen Marine (die Commandos Marine der FORFUSCO, ähnlich den Navy SEALs) zuständig.

## Geschichte
Die GIGN wurde am 1. März 1974 offiziell von Christian Prouteau aufgestellt, aufgrund des Münchner Olympia-Attentats (1972) und der Besetzung der Botschaft Saudi-Arabiens in Paris (1973). Die Aufstellung war zwar schon früher in Erwägung gezogen worden, wurde jedoch zunächst nicht umgesetzt. Die Zentrale ist in Satory, einem Stadtteil im Süden von Versailles.
Bekannt wurde die GIGN unter anderem durch die Geiselbefreiung im Februar 1976 in Dschibuti, bei der Rebellen einen Schulbus gekapert hatten.
Weitere Einsätze (Auswahl):
- 1979: Niederschlagung der Besetzung der Großen Moschee 1979 zusammen mit der saudischen Polizei
- 1983: Flugzeugentführung in Orly
- 1984 und 1994: Flugzeugentführungen in Marseille
- 1988: Befreiung der Geiseln und Tötung der Entführer auf Ouvéa.
- 2015: Befreiung der Geisel und Tötung der Attentäter von Charlie Hebdo in Dammartin-en-Goële
- 2018: Befreiung der Geisel und Tötung des Täters der Geiselnahme von Trèbes

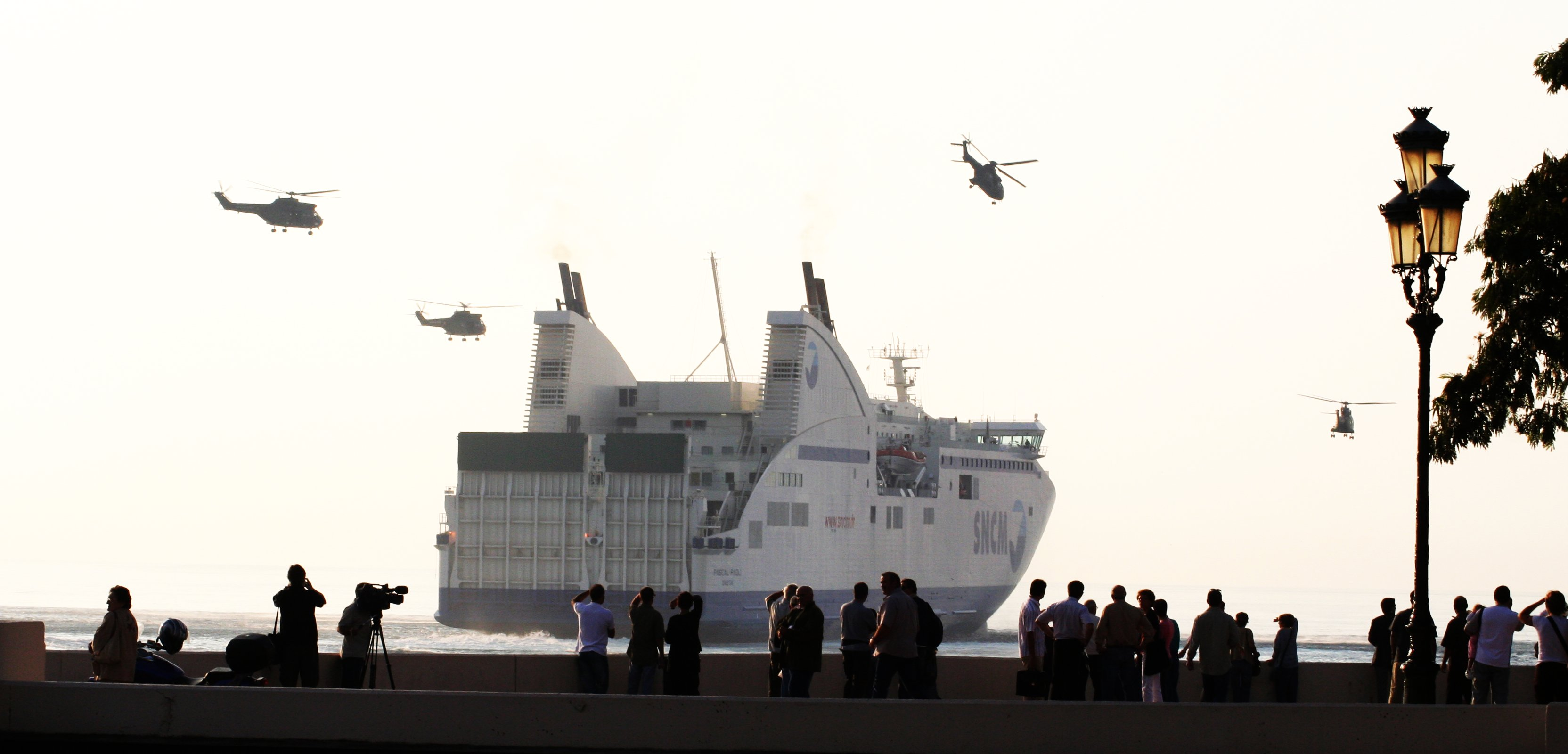
Luftoperation der GIGN bei der Entführung der Pascal Paoli am 28. September 2005

Auch während der Streiks auf Korsika wegen einer möglichen Privatisierung der Fährreederei SNCM waren Einheiten der GIGN beteiligt. Sie enterten am 28. September 2005 das Schiff Pascal Paoli vor dem Hafen der korsischen Stadt Bastia, das von streikenden Seeleuten entführt worden war.

## Auftrag
- Terrorismusbekämpfung
- Geiselbefreiung
- Personenschutz besonderer Würdenträger

## Rekrutierung und Ausbildung

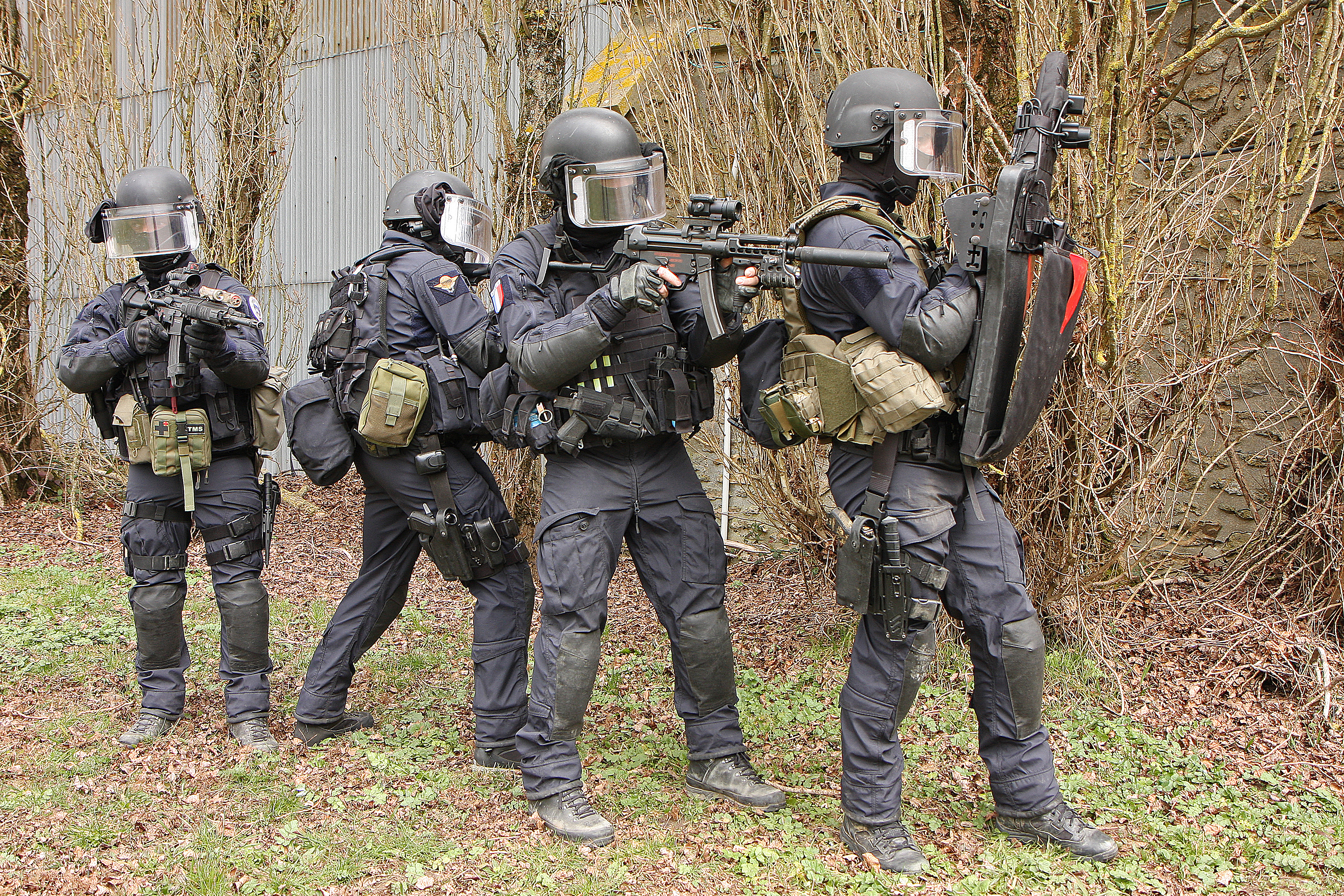
GIGN-Angehörige während eines Trainings

Voraussetzung für Kandidaten ist eine fünfjährige Dienstzeit in der Gendarmerie.
Für das Auswahlverfahren muss der Bewerber folgende Anforderungen erfüllen:
- 8000 Meter Geländelauf mit Rückengepäck und Langwaffe in maximal 60 Minuten
- 300 Sit-ups
- 100 Liegestütze
- 25 Klimmzüge

sowie als Schwimmprüfung
- 100 Meter Freistil
- 50 Meter mit gefesselten Armen und Beinen
- 50 Meter Streckentauchen
- Sprung vom 10-Meter-Turm

Der Auswahlkurs mit Commandokurs, ein Überlebenstest und den Test über Schießfertigkeiten sowie weitere leistungsbezogene Prüfungen bilden den Anfang der Ausbildung. Diese Phase überstehen in der Regel nur 10 % der Teilnehmer, die dann in einem zweimonatigen Kurs in die Basisfähigkeiten der GIGN eingewiesen werden. Nach einem halben Jahr trainiert der Anwärter mit einem aktiven Team und lernt weitere Fähigkeiten, unter anderem Personenschutz und den Umgang mit Aufständischen. Nach Abschluss dieser Ausbildungsphase wird dem Anwärter sein GIGN-Abzeichen verliehen und er wird Mitglied der GIGN. Anschließend wird er einem aktiven Team zugeteilt.
Weitere Ausbildungsabschnitte im HALO/HAHO-Fallschirmspringen und als Kampfschwimmer folgen.

## Ausrüstung

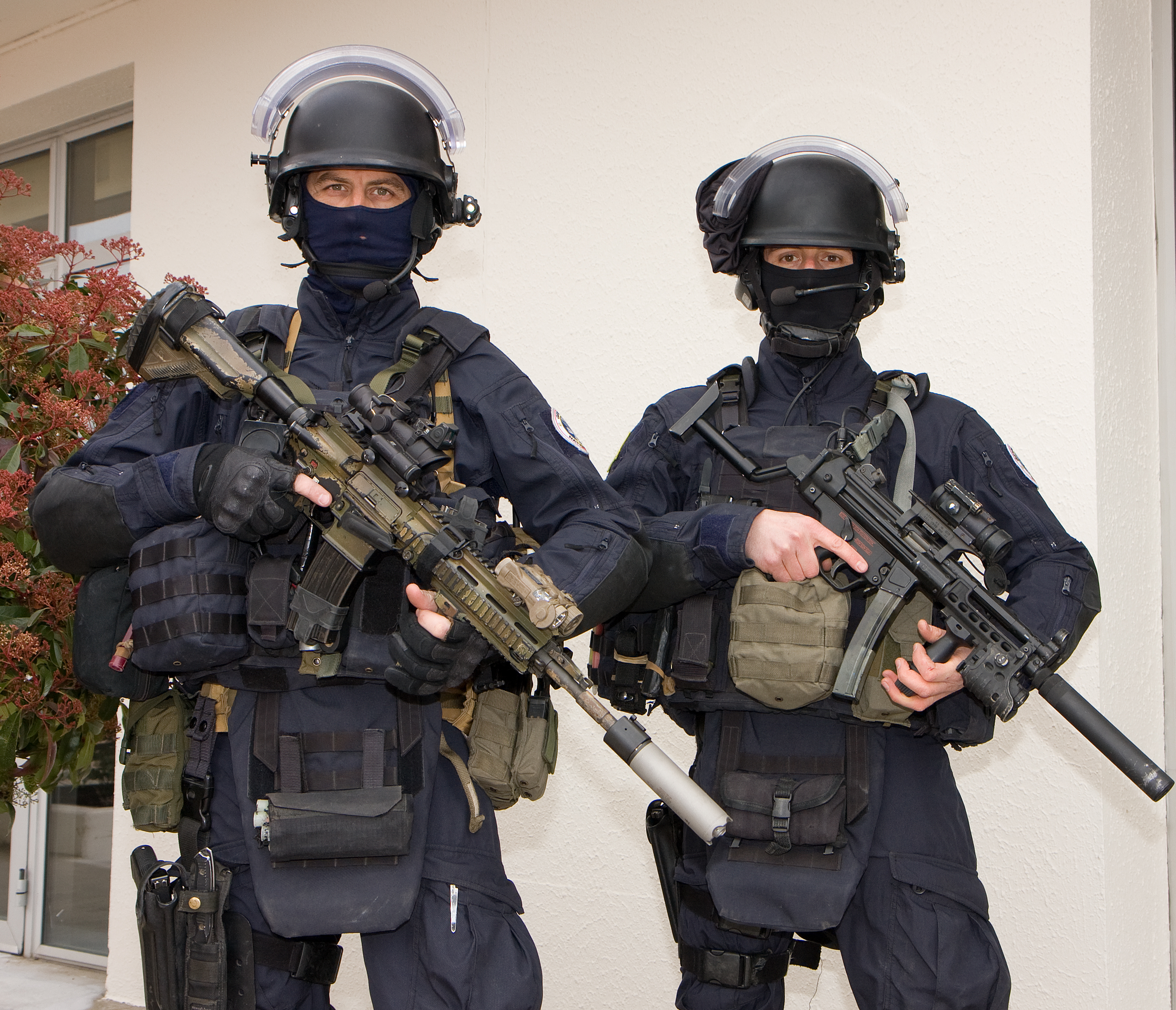
Angehörige der GIGN mit Ausrüstung

Zur Ausrüstung der GIGN gehören unter anderem folgende Schusswaffen:

### Kurzwaffen
- Manurhin (Chapuis) MR-73 .357 Magnum
- S&W 686 GFS « Stainless » .357 Magnum
- GIAT PAMAS G1S Beretta 92GS
- Glock 19 und Glock 17
- SIG Sauer P228 und P226
- SIG Pro 2022
- Five-Seven

### Langwaffen

#### Repetierflinte
- Remington 870
- Franchi SPAS 12
- Benelli M3T Super 90

#### Maschinenpistole
- HK MP5,MP-5A5, MP-5K PDW, MP-5SD6 (GIAT - Stopson)
- Uzi
- HK UMP 9x19mm
- FN P90

#### Maschinenkarabiner
- CZ 805 BREN 2
- FAMAS F1
- HK G3 TGS/MSG
- HK 33A2
- HK G36EK
- HK 416
- HK 417
- SIG 550/551/552

#### Präzisionsschützengewehr
- MAS FR-F1
- MAS-49/56 MSE
- Tikka T3
- Accuracy International AICS AW/AWS 7,62mm NATO & AW SM .338 Lapua Magnum
- PGM Précision 338
- PGM Précision PGM Hécate II .50BMG (FR12,7)
- Barrett M82 & M95 .50 BMG
- McMillan Tac-50

### Nicht-tödliche Waffen
- Taser X26